# Kawasaki Ki-45 Toryu
Kawasaki Ki-45 Toryu (japanska: キ45 屠龍), av de allierade kallat Nick, var ett japanskt tvåmotorigt jaktflygplan under andra världskriget. Planet utvecklades av Kawasaki för den Kejserliga japanska arméns luftkår och var i tjänst 1941-1945 som ett tungt jaktplan avsett för eskort över långa avstånd.

## Utveckling
Planerna på ett tvåmotorigt jaktplan för långdistansoperationer tog form efter att japanska armen blivit intresserade av liknande konstruktioner utomlands som uppstått under 1930-talets mitt, så som Messerscmitt Bf 110. Det japanska imperiet var intresserade av denna typ av jaktflygplan på grund av dess potential vad gällde längre räckvidd och tyngre beväpning i jämförelse med enmotoriga jaktplan, samt möjligheten att utrusta ett tvåmotorigt plan med kamerautrustning för att använda det som ett spaningsflygplan. 
Kejserliga japanska arméns luftkår satte därför upp specifikationer för ett japanskt tvåmotorigt jaktplan 1937 och gav ansvaret till Kawasaki med beteckningen Ki-38. Detta plan skulle bara bli en skalmodell, och redan i december samma år startades ett nytt projekt som även det gavs till Kawasaki: Ki-45.
Den var en konventionell design och utrustad med två Nakajima Hikari (Ha-20) Otsu-motorer. Dessa var 9-cylindriga, enradiga, luftkylda stjärnmotorer med en effekt på 820 hk vardera. Man fick ganska snabbt problem, både med ställen för landningshjulen och motorerna. Motorerna ansågs även vara alltfför svaga och kunde inte leverera tillräcklig effekt för att planet skulle kunna nå sin tänkta prestanda. Trots de nedslående resultaten fortsatte utvecklingsarbetet eftersom arméns behov av ett tvåmotorigt jaktplan bara hade växt under utvecklingsperioden. 
Ställen för landningshjulen försågs med elektriska motorer och motorerna byttes ut mot mer kraftfulla och beprövade Nakajima Sakae (Ha-25). Dessa var 14-cylindriga, två-radiga, luftkylda stjärnmotorer som hade en effekt på 990 hk. Även om de främre landningsstället i nosen fortsatte att orsaka problem, ansågs testflygningarna vara lovande. 
Trots detta ansågs inte motoreffekten vara tillräcklig, och armén beordrade i oktober 1940 att planet skulle utrustas med Mitsubishi Zuisei-motorer (Ha-102). Dessa hade en effekt på 1 080 hk vardera och var även de 14-cylindriga, två-radiga, luftkylda stjärnmotorer. Denna variant togs i tjänst under det officiella namnet Tvåsitsigt Jaktplan Typ 2 (二式複座戦闘機) i september 1941.
Ki-45 sattes till en början in som ett långdistanseskortflygplan, en roll som planet från början var tänkt att fylla. Uppdrag över Kina började i juni 1942. Planet visade relativt god prestanda men det visade sig snabbt att planet inte kunde gå i direkt luftduell mot amerikanska P-40 Kittyhawk, tillhörande de Flygande Tigrarna, då förlusterna mot dessa var höga. 

## Användning
Planet sattes in på flera håll i stillahavskriget, på vissa håll som eskortflygplan åt konvojer, men resultaten ansågs inte vara goda. Planet var illa omtyckt av sina besättningar och visade sig gång på gång vara mycket sårbart mot fiendens enmotoriga jaktplan. Ki-45 kunde dock uppvisa relativt goda resultat när det sattes in mot fientliga bombplan, men i denna roll krävdes att lättare japanska jaktplan eskorterade Ki-45 eftersom fiendens eskortjaktplan annars skulle åsamka det tvåmotoriga japanska jaktplanet alltför svåra förluster. 
När den amerikanska bombningen av det japanska fastlandet intensifierades 1944 var Ki-45 ett av få plan japan hade att sätta in mot de amerikanska B-29 bombplanen. I denna roll uppnådde planet viss framgång, och ett antal japanska piloter blev flygaräss i sina Ki-45 mot amerikanska bombplan, exempelvis Isamu Kashiide som rapporterade 26 nedskjutna B-29:or. 
Trots detta saknade planet ofta tillräcklig prestanda för att möta de amerikanska bombplanen när dessa flög på högre höjder än 10 000 meter. I krigets senare skede specialiserades Ki-45 på denna roll, och fick därför tyngre beväpning i form av en 37 mm kanon i nosen.
En variant, Ki-45 Kai Otsu, var försedd med en 37 mm kanon i nosen. 37 mm kanonen var av modell Typ 94, vanligtvis monterad på den japanska stridsvagnen Typ 95. Denna kanon var inte självladdande, utan laddades istället för hand av akterskytten, vilket tog cirka 30 sekunder mellan varje avfyrning. Denna variant togs fram specifikt för att skjuta ned stora, fyrmotoriga amerikanska bombflygplan som exempelvis Boeing B-17. Eftersom detta från början var en pansarvärnskanon var den inte anpassad för montering i flygplan. Utgångshastigheten var låg, träffsäkerheten dålig samt känslig för starka vindar, men om en träff registrerades var skadorna omfattande på fiendebombplanet. Senare byttes denna kanon ut mot en automatkanon med samma kaliber som hade högre utgångshastighet, detta i varianten Ki-45 Kai Hei.
Nattjaktsvarianter togs fram för att fylla japans desperata behov av att kunna försvara sig mot allierade bombräder under nattetid. En av dessa var Ki-45 Kai Tei som var utrustad med två 20 mm automatkanoner placerade i förarkabinen mellan piloten och akterskytten, riktade uppåt och snett framåt i en Schräge Musik-konfiguration. Även om denna variant nådde viss framgång gjorde avsaknaden av radar att det blev mycket svårt att leta sig fram till fiendebombplanen i nattens mörker. En radar planerades för denna variant, men kunde aldrig färdigställas. Trots detta anses Ki-45 vara relativt framgångsrikt som nattjaktplan, en Hikosentai (ung. Luftregemente) som var utrustat med denna variant av Ki-45 rapporterade 150 nedskjutna amerikanska bombplan. 

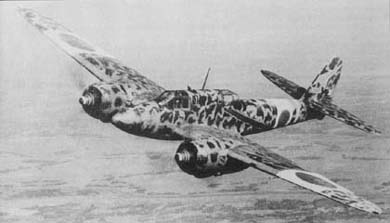
Ki-45 av modell Kai Hei

Planet var i tjänst fram till krigsslutet och flög över Manchuriet, Burma, Sumatra och Tokyo. Den 24 maj 1944 blev fyra av dessa plan de första att användas för kamikazeuppdrag, det förekom även självmordsattacker mot amerikanska bombplan i form av rammning. Vid krigsslutet hade 1 701 exemplar tillverkats.
Efter krigets avslut erövrades och testades Ki-45 i Amerika. Slutsatsen efter ett antal provflygningar var att Ki-45 var underlägset amerikanska samtida tvåmotoriga jaktplan vad gällde topphastighet, utrustning och manöverförmåga. Planets trånga förarkabin kritiserades samt dess dåliga sikt. Ki-45 fick dock beröm vad gällde stigförmåga och den korta startsträckan planet krävde. 

## Varianter

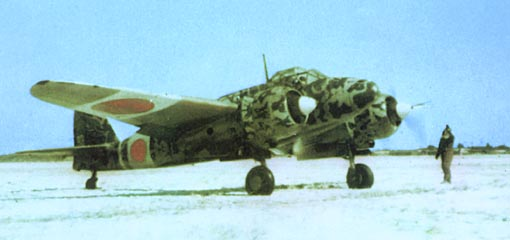
Ki-45 av modell Kai Kō

### Ki-45 (キ45)
Första prototypen utrustad med Nakajima Hikari-motorerna på 820 hk vardera.

### Ki-45 Kai (キ45改)
Andra varianten, utrustad med Nakajima Sakae-motorerna på 990 hk vardera.

### Ki-45 Kai Kō (キ45改甲)
Första produktionsvarianten. Beväpningen bestod av en 20 mm akan och två 12,7 mm tksp i nosen samt en 7,92 mm ksp bakåt. Planet kunde även bära två 250 kg bomber eller två fälltankar.

### Ki-45 Kai Otsu (キ45改乙)
Variant speciellt avsedd att anfalla tunga, fyrmotoriga fiendebombplan så som Boeing B-17. De första planen hade Nakajima Sakae-motorer, men dessa ersattes så småningom av Mitsubishi Zuisei-motorer. Beväpningen bestod av en 20 mm kanon och en 37 mm kanon framåt samt en 7,92 mm kulspruta bakåt. 37 mm kanonen var av modell Typ 94, vanligtvis monterad på den japanska stridsvagnen Typ 95. Detta var inte en automatkanon, utan laddades för hand av akterskytten.

### Ki-45 Kai Hei (キ45改丙)
Specialiserad nattjaktsvariant som togs fram då USA:s flygvapen började använda Consolidated B-24 Liberators för nattbombningar, planet hade visat sig effektivt mot dessa bombflygplan. 37 mm kanonen var av modell Ho 203, som hade högre utgångshastighet och var automatladdad. Det tillverkades 477 plan av denna variant.

### Ki-45 Kai Tei (キ45改丁)
Modifierad modell Otsu med två 20 mm akan i Schräge Musik-konfiguration. Användes som nattjaktplan.

### Ki-45 Kai-II (キ45改-II)
Planerad variant försedd med två Mitsubishi Ha-112-II stjärnmotorer. Den utvecklades istället som ett ensitsigt jaktplan med beteckningen Kawasaki Ki-96, tänkt att ersätta Ki-45.